# Kalkhorst

Kalkhorst est une commune d'Allemagne de l'État du Mecklembourg-Poméranie-Occidentale dans l'arrondissement du Mecklembourg-du-Nord-Ouest au bord de la mer Baltique. Sa population était de 1 875 habitants au 31 décembre 2008.

## Histoire
Kalkhorst a été mentionnée pour la première fois dans un document officiel le 8 juillet 1222.

## Municipalité
Outre le village de Kalkhorst, appartiennent à la commune les villages suivants: Borkenhagen, Brook, Dönkendorf, Elmenhorst, Groß Schwansee (connu pour son château de Groß Schwansee), Hohen Schönberg, Klein Pravsthagen, Klein Schwansee, Neuenhagen et Warmkenhagen. 

## Architecture
- Château de Dönkendorf
- Église d'Elmenhorst
- Château de Groß Schwansee (1745-1780)
- Château de Kalkhorst (1855)
- Église de Kalkhorst (1245-1705)

## Personnalités
- Martha Frahm (1894-1969), mère de Willy Brandt
- Otto Moll (1915-1946), militaire né à Hohen Schönberg.